# Donsnachtschade
De donsnachtschade (Solanum villosum) is een eenjarige of overblijvende, 10-60 cm hoge plant uit de nachtschadefamilie (Solanaceae).
De kleine langwerpig/elliptische bladeren staan afwisselend aan de behaarde stengel. De bladeren zijn iets sterker getand dan die van de zwarte nachtschade (Solanum nigrum).
De bloemen zijn 0,8-1,6 cm in doorsnee en tot 1,2 cm lang. Ze hebben de vijf kroon- en vijf kelkbladen die typerend zijn voor soorten uit het geslacht Solanum. De kelkbladen zijn 1,5-2,5 mm groot. De bessen zijn eerst groen, later geelbruin tot oranje.

## Verspreiding
De plant komt in Noordwest-Europa voor met uitzondering van Nederland op braakliggende terreinen. In Oost-Afrika wordt de plant gekweekt. Deze 'Afrikaanse nachtschade' groeit op een grote variëteit aan grond, maar vereist wel regelmatige regen en een vochtige grond.
De plant is geïntroduceerd in Noord-Amerika en komt daar in de noordoostelijke staten Maine, Maryland, Massachusetts, New Hampshire en Pennsylvania voor.

## Toepassingen
De plant wordt in Oost-Afrika gekweekt voor voedsel. Voor het zaaien dient de grond met mest verrijkt te worden, de plant heeft voedselrijke grond nodig. Het gezaaide met as afdekken verrijkt de grond en voorkomt uitdroging.
Gedurende de groei is constante irrigatie of bewatering noodzakelijk. Afhankelijk van de voedzaamheid en het vochtgehalte van de grond is verplanten tot een afstand van 20-40 of meer cm gewenst zodra de plantjes 3-5 cm groot zijn.
De plant is gevoelig voor dezelfde ziekten als de tomaat en de aardappel, zodat afwisseling met andere gewassen belangrijk is.
De eerste oogst kan reeds vijf weken na het verspenen plaatsvinden.